# Euphorbia mahafalensis
Euphorbia mahafalensis es una especie fanerógama perteneciente a la familia de las euforbiáceas. Es endémica de Madagascar en la Provincia de Toliara.

## Hábitat
Su natural hábitat son las laderas rocosas de inselbergs. Está amenazado por la pérdida de hábitat.

## Taxonomía
Euphorbia mahafalensis fue descrita por Marcel Denis y publicado en Euphorb. Iles Austr. Afr. 78. 1921.
Etimología
Euphorbia: nombre genérico que deriva del médico griego del rey Juba II de Mauritania (52 a 50 a. C. - 23), Euphorbus, en su honor – o en alusión a su gran vientre –  ya que usaba médicamente Euphorbia resinifera. En 1753 Carlos Linneo asignó el nombre a todo el género.
mahafalensis: epíteto geográfico que alude a su localización en Mahafaly.
Variedades
- Euphorbia mahafalensis var. mahafalensis
- Euphorbia mahafalensis var. xanthadenia (Denis) Leandri 1946